# Yosa de Sobremonte
Yosa de Sobremonte ist ein spanischer Ort in der Provinz Huesca der Autonomen Gemeinschaft Aragonien. Yosa de Sobremonte gehört zur Gemeinde Biescas. Das Dorf in den Pyrenäen liegt auf 1241 Meter Höhe und hatte 32 Einwohner im Jahr 2015.

## Sehenswürdigkeiten
- Pfarrkirche San Urbez aus dem 17. Jahrhundert